# Hyphydrus occultus
Hyphydrus occultus är en skalbaggsart som beskrevs av Bilardo och Rocchi 1995. Hyphydrus occultus ingår i släktet Hyphydrus och familjen dykare. Inga underarter finns listade i Catalogue of Life.